# 劇団・芝居命
劇団・芝居命（げきだん・シヴァイタル）は、2015年より御厨明によって運営されている劇団。
舞台、朗読劇、音声ドラマを作成している。

## 作品
- 秋空メルヘン（2016年）JOYJOYステーション
- マユ（2017年）JOYJOYステーション
- 葬愛（2018年）新生館スタジオ
- 平成百忌夜行（2019年4月）東中野バニラスタジオ
- I，マイ論理ネス（2019年9月）東中野バニラスタジオ
- メリーナイトメア（2020年）絵空箱
- 姑獲鳥の仔（2021年）絵空箱
- 空を想う（2022年）絵空箱
- 明憑奇談（2023年）絵空箱

### 音声ドラマ
- 聖鐘騎士リヨン